# Acqualunga (Borgo San Giacomo)
Acqualunga è una frazione del comune italiano di Borgo San Giacomo. Costituì un comune autonomo fino al 1927.

## Storia
Di ragione della famiglia Martinengo, l'abitato sorge su una collinetta a poca distanza dal fiume Oglio.
Il paese era collegato da una strada che arrivava al fiume, dove in antichità al posto dell'odierno ponte vi era un porto-traghetto che collegava la sponda bresciana a quella cremonese.
Dal catasto napoleonico si nota che la maggior parte della proprietà era posseduta dalla famiglia Fè, e una piccola parte dalla famiglia degli Emili.
Sono inoltre registrati un mulino ed un maceratoio per il lino.
Nel 1847 viene realizzato un nuovo porto tra Acqualunga e Castelvisconti, utilizzando barche e legnami del porto di Monticelli, che venne demolito e sostituito da un battello di dimensioni inferiori.

## Monumenti e luoghi d'interesse

### Palazzi
- Palazzo Della Volta. Costruito dalla famiglia degli Emili nel Settecento sui resti del castello medioevale. Nel secolo seguente passò alla famiglia Della Volta per poi essere acquistato, nel 1935, dal Comune di Borgo S Giacomo. È ora sede della mostra ornitologica "Serafino Fiamenghi". È una costruzione dotata di un portico e parco.
- Palazzo Fé d'Ostiani. Si tratta di un palazzo settecentesco a facciata simmetrica dotato di due ali, entrambe a due livelli. Il corpo centrale si alza per tre piani. È dotato di parco che degrada verso l'Oglio. La famiglia di Maffeo o Feo Bettoncelli, che prese poi il nome di Fè dall'abbreviazione dialettale di Feo, proveniente da Azzanello nel Cremonese, passato l'Oglio si stanziò sulla fine del secolo XIV ad Acqualunga. In questo paese i Fé ebbero proprietà sin dalla loro venuta in territorio bresciano. Già nel 1641 il grande casamento padronale aveva dodici stanze solo al piano terra ed aveva di fronte, oltre la strada, due portici di 18 tratti. Qui dimorò a lungo e morì il vescovo Alessandro Fé, prevosto di San Nazaro. I beni di Acqualunga dei Fé vennero venduti ai Vertua ai primi del Novecento.  Negli anni successivi il Palazzo passò agli Scanzi, indi agli Sichirollo di Milano e da ultimo, nel 1961, agli attuali proprietari Paderno.

### Architetture religiose
- Chiesa parrocchiale di Santa Maria Maddalena. La chiesa parrocchiale di Santa Maria Maddalena è di impianto cinquecentesco anche se venne ampliata nel 1732. L'ampliamento non alterò le linee rinascimentali ma le ripeté  coerentemente nel susseguirsi delle cappelle laterali dell'interno e nella sobria struttura della facciata. La parrocchia è dedicata a Santa Maria Maddalena. Probabilmente la scelta di questa Santa è dovuta al fatto che essa era spesso rappresentata nell'antica iconografia con un serpente in mano, simbolo della sua vittoria sul peccato; il popolo la invocava però come protettrice contro le insidie degli animali velenosi,  molto frequenti in questa zona fino a pochi anni addietro.
- Chiesa di San Giuseppe. La chiesetta di San Giuseppe, che riprende la intitolazione di una precedente chiesa presente ancora sino al 1600 in Acqualunga, venne fatta costruire da monsignor Alessandro Fè, vescovo di Modone, la cui famiglia possedeva da secoli il grande palazzo che sorge proprio davanti a questo edificio sacro. Questo prelato era nato a Brescia il 17 agosto 1716 dal nobile Giulio Fè e dalla nobile Giulia Cigola e morì il 14 marzo 1791. Davanti al proprio palazzo di Acqualunga, sua prediletta villeggiatura, questo vescovo fece appunto costruire la chiesetta di San Giuseppe che aveva sopra il portale il suo stemma, e dove si celebrava quotidianamente a comodo dei suoi dipendenti, fra i quali volle morire con edificante pietà. La chiesetta venne inaugurata nel 1760. Questa chiesa ricorda ancora colui che l'ha eretta con un'iscrizione che è posta sul vertice della sua facciata,  dove si può leggere: D.O.M. - Alexander Fè - Episcopus Modonensis -1760.